# Aleksandr Romanovich Belyaev
Aleksander Romanovich Belyaev (tiếng Nga: Александр Романович Беляев, [ɐlʲɪˈksɑndr rɐˈmɑnəvʲɪt͡ɕ bʲɪlʲæjɪf]; 1884–1942) là nhà văn Nga thuộc Liên Xô (cũ) chuyên viết tiểu thuyết khoa học viễn tưởng. Các tác phẩm mà ông viết khoảng những năm 1920 và 1930 khiến ông được đánh giá cao trong thể loại tiểu thuyết khoa học viễn tưởng của Liên Xô. Những tác phẩm nổi tiếng đã được xuất bản như: Đầu Giáo sư Dowell, Người Cá, Người Bay Ariel, và Ngôi Sao KEZ (KEZ ban đầu là của nhà văn Konstantin Eduardovich Tsiolkovsky), Người Bán Không Khí, Bột Mì Vĩnh Cửu, Chúa Tể Thế giới, và nhiều tác phẩm khác.

## Tiểu sử
Belyayev sinh tại Smolensk, ở tuổi 30, ông bị nhiễm bệnh lao. Chữa trị không thành công, căn bệnh lây nhiễm lan khắp xương sống của ông và kết quả làm tê liệt hai chân. Belyayev phải chịu đựng những cơn đau triền miên và bị tê liệt trong suốt sáu năm. Để tiện cho việc điều trị được thuận lợi, ông dời tới Yalta ở chung với mẹ ông và bà vú già. Trong suốt thời kỳ dưỡng bệnh, ông đọc khá nhiều tác phẩm nổi tiếng của các nhà văn như Jules Verne, H. G. Wells, và Konstantin Tsiolkovsky, chúng là nguồn cảm hứng để ông sáng tác những bài thơ trên giường bệnh của ông.
Năm 1922 Belyayev được chữa khỏi căn bệnh và năm 1923 ông trở lại Matxcơva và bắt đầu theo đuổi những hoạt động văn học quan trọng để trở thành một nhà văn viết tiểu thuyết khoa học viễn tưởng. Năm 1925 cuốn tiểu thuyết khoa học viễn tưởng đầu tiên của ông là Đầu Giáo sư Dowell (Голова Профессора Доуэля) được xuất bản. Từ năm 1931 ông sống ở Leningrad cùng với vợ và đứa con gái lớn, cô con gái út của ông qua đời vì bệnh viêm màng não ở tuổi lên sáu vào năm 1930. Tại Leningrad ông được gặp H. G. Wells, người đã viếng thăm Liên Xô vào năm 1934.
Những năm cuối đời, Belyayev dành phần lớn thời gian cho công việc viết các cuốn tiểu thuyết khoa học viễn tưởng kế tiếp ở khu vực ngoại ô Leningrad (trước đây là vùng Tsarskoye Selo). Khi quân đội Đức Quốc xã xâm lược Liên Xô vào năm 1941, trong suốt thời kỳ Thế Chiến II, ông đã từ chối di tản bởi vì ông đã phục hồi sau một hoạt động mà ông đã trải qua một vài tháng trước đó.
Belyayev chết vì đói ở thị trấn Pushkin của Liên Xô vào năm 1942 khi thị trấn này bị quân đội Đức Quốc xã chiếm đóng. vợ và con gái của ông, đã sống sót và được quân đội Đức quốc xã đưa đến Ba Lan. Vị trí ngôi mộ của ông đến giờ vẫn chưa ai tìm ra được. Một hòn đá tưởng niệm tại nghĩa trang Kazanskoe ở thành phố Pushkin được đặt trên khu ngôi mộ tập thể mà xác của ông được giả định là bị chôn vùi.

## Tác phẩm

### Tiểu thuyết chọn lọc
- Đầu giáo sư Dowell (Голова Профессора Доуэля, 1925)(1979), New York, Macmillan, 1980. ISBN 0-02-508370-8
- Chúa Tể Thế giới (Властелин мира, 1926)
- Hòn Đảo Tàu Ma (Остров Погибших Кораблей,1926)
- Người cá (Человек-Амфибия, 1928), Moscow, Raduga Publisher, 1986. ISBN 1784350362
- Người Đàn Ông Cuối Cùng Đến Từ Atlantis (Последний Человек из Атлантиды, 1926)
- Cuộc Chiến Trên Hành Tinh Ête (Борьба в Эфире, 1928)
- Bột mì vĩnh cửu (Вечный Хлеб, 1928)
- Người Đàn Ông Bị Mất Mặt (Человек, Потерявший Своё Лицо, 1929)
- Người Bán Không Khí (Продавец Воздуха, 1929)
- Nhảy Vào Khoảng Không (Прыжок в Ничто, 1933)
- Ngôi sao KEZ (Звезда КЭЦ, 1936)
- Phòng Thí Nghiệm W (Лаборатория Дубльвэ, 1938)
- Người bay Ariel (Ариэль, 1941)

### Hợp tuyển biên tập
- Người Khách Đến Từ Ngoài Không Gian (2001)